# Veena Malik

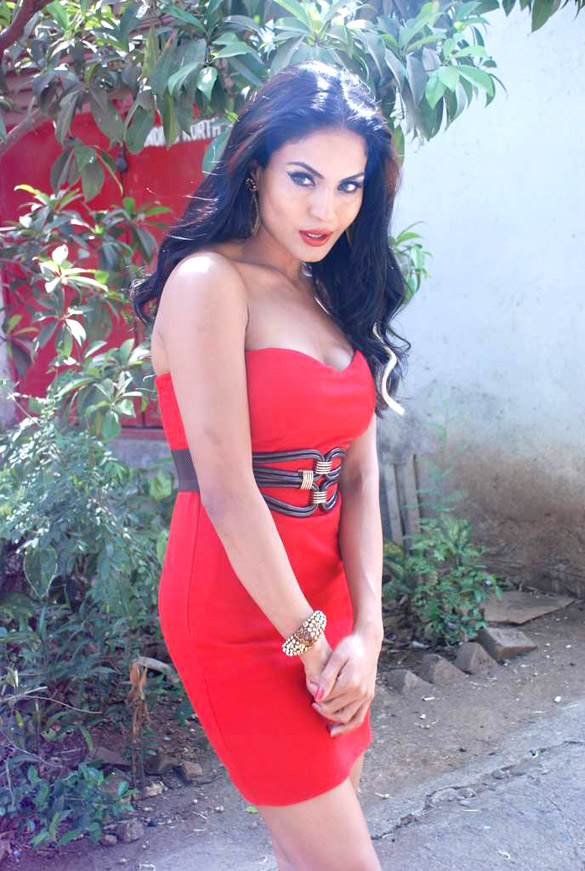
Veena Malik în 2011

Veena Malik (în urdu: وينا ملک, născută Zahida Malik la 26 februarie 1987 la Rawalpindi) este o actriță, prezentatoare TV și fotomodel din Pakistan.
Participă la diverse acțiuni umanitare și este considerată una dintre cele mai promițătoare actrițe din țara sa.
După repetatele apariții de succes în emisiunea indiană Bigg Boss, este menționată ca o personalitate a liberalismului musulman în publicații ca: Daily Times (ediția din Pakistan), Express Tribune, și The Australian.
A jucat în diverse filme, dintre care cel mai cunoscut este Yeh Dil Aap Ka Huwa, apărut în 2002.
În noiembrie 2014, împreună cu soțul ei, omul de afaceri Asad Bashir Khan Khattak, a fost condamnată la 26 de ani de închisoare pentru ofensă adusă islamului prin aparițiile televizate, considerate ofensatoare la adresa religiei.
Este vorba de un matinal din luna mai 2014, în care vedeta reconstituie nunta ei.
Cei doi au părăsit Pakistanul în timpul anchetei, urmând a reveni în țară pentru a-și susține cauza.